# Лошкарівка (село)
Лошкарі́вка — село в Нікопольському районі Дніпропетровської області. Входить до складу Першотравневської сільської громади. Колишній адміністративний центр Лошкарівської сільської ради. Населення — 1 358 мешканців.

## Географія
Село Лошкарівка знаходиться на березі річки Базавлук, вище за течією на відстані 0,5 км розташоване село Межуївка, нижче за течією на відстані 3 км розташоване село Шевченкове. По селу протікає пересихаючий струмок з великою загатою. Поруч проходить залізниця, станція Лошкарівка за 3 км.

## Назва
Село Лошкарівка отримало назву на честь місцевого поміщика Лашкарьова, і ніколи ні за якої влади не міняло назви.
На території України 2 населених пункти з назвою Лошкарівка.

## Історія
Село засноване в 1830 році.
Станом на 1886 рік у колишньому власницькому селі Лошкарівка (Христофорово), центрі Лошкарівської волості Катеринославського повіту Катеринославської губернії, мешкало 506 осіб, налічувалось 63 дворових господарства, існували православна церква, школа й лавка.
За переписом 1897 року кількість мешканців зросла до 832 осіб (419 чоловічої статі та 413 — жіночої), з яких 811 — православної віри.
В часи радянської влади у Лошкарівці була розміщена центральна садиба колгоспу «За мир».
12 червня 2020 року, відповідно до розпорядження Кабінету Міністрів України № 709-р від «Про визначення адміністративних центрів та затвердження територій територіальних громад Дніпропетровської області», увійшло до складу Першотравневської сільської громади.
19 липня 2020 року, в результаті адміністративно-територіальної реформи і ліквідації Нікопольського району(1923—2020), село увійшло до складу новоутвореного Нікопольського району.

### Археологія
В околицях Лошкарівки досліджено курганний могильник з похованнями пізніх кочівників-половців (11—12 століття).

## Сучасність
У селі працює 4 сільськогосподарських підприємства. Є середня загальноосвітня школа, дитячий садок, амбулаторія, будинок культури, бібліотека.
Воїнам, що загинули при визволенні села від гітлерівських загарбників, встановлено пам'ятник.

## Населення

### Мова
Розподіл населення за рідною мовою за даними перепису 2001 року:
| Мова            | Кількість | Відсоток |
| --------------- | --------- | -------- |
| українська      | 1277      | 94.04%   |
| російська       | 66        | 4.85%    |
| румунська       | 7         | 0.52%    |
| білоруська      | 5         | 0.37%    |
| інші/не вказали | 3         | 0.22%    |
| Усього          | 1358      | 100%     |

## Постаті
- Хорошун Сергій Григорович (1970—2016) — старший солдат Збройних сил України, учасник російсько-української війни.